# Чемпіонат світу з бліцу 2008
Чемпіонат світу з бліцу 2008 — четвертий офіційний чемпіонат світу з бліцу, що проходив з 7 по 8 листопада 2008 року в місті Алмати, Казахстан.
Призовий фонд турніру склав 280 тис. швейцарських франків (приз за 1 місце — 80 тис., за 16 місце — 5 тис.)

## Учасники
| - Олександр Морозевич ( Росія, 2787) — 2 - Василь Іванчук ( Україна, 2786) — 3 - Теймур Раджабов ( Азербайджан, 2752) — 8 - Шахріяр Мамед'яров ( Азербайджан, 2731) — 14 - Гата Камський ( США, 2729) — 16 - Петро Свідлер ( Росія, 2727) — 17 - Борис Гельфанд ( Ізраїль, 2719) — 20 - Леньєр Домінгес Перес ( Куба, 2719) — 21 | - Олександр Грищук ( Росія, 2719) — 23 - Юдіт Полгар ( Угорщина, 2711) — 27 - Сергій Рубльовський ( Росія, 2702) — 32 - Крішнан Сашікіран ( Індія, 2694) — 35 - Владислав Ткачьов ( Франція, 2664) — 58 - Муртас Кажгалєєв ( Казахстан, 2640) — 88 - Бассем Амін ( Єгипет, 2560) - Рафаель Ваганян ( Вірменія, 2590) |

жирним  — місце в рейтингу станом на жовтень 2008 року

## Турнірна таблиця
| Місце | Учасник               | Країна      | Рейтинг | + | -  | = | Очки |
| ----- | --------------------- | ----------- | ------- | - | -- | - | ---- |
| 1     | Леньєр Домінгес Перес | Куба        | 2719    | 8 | 0  | 7 | 11½  |
| 2     | Василь Іванчук        | Україна     | 2786    | 9 | 2  | 4 | 11   |
| 3     | Олександр Грищук      | Росія       | 2719    | 8 | 3  | 4 | 10   |
| 4     | Петро Свідлер         | Росія       | 2727    | 7 | 2  | 6 | 10   |
| 5     | Шахріяр Мамед'яров    | Азербайджан | 2731    | 9 | 5  | 1 | 9½   |
| 6     | Теймур Раджабов       | Азербайджан | 2752    | 7 | 3  | 5 | 9½   |
| 7     | Муртас Кажгалєєв      | Казахстан   | 2640    | 6 | 5  | 4 | 8    |
| 8     | Олександр Морозевич   | Росія       | 2787    | 6 | 6  | 3 | 7½   |
| 9     | Борис Гельфанд        | Ізраїль     | 2719    | 5 | 6  | 4 | 7    |
| 10    | Гата Камський         | США         | 2729    | 5 | 6  | 4 | 7    |
| 11    | Сергій Рубльовський   | Росія       | 2702    | 3 | 5  | 7 | 6½   |
| 12    | Владислав Ткачьов     | Франція     | 2664    | 3 | 5  | 7 | 6½   |
| 13    | Рафаель Ваганян       | Вірменія    | 2590    | 4 | 8  | 3 | 5½   |
| 14    | Бассем Амін           | Єгипет      | 2560    | 4 | 10 | 1 | 4½   |
| 15    | Крішнан Сашікіран     | Індія       | 2694    | 2 | 10 | 3 | 3½   |
| 16    | Юдіт Полгар           | Угорщина    | 2711    | 1 | 11 | 3 | 2½   |

## Переможець
Леньєр Домінгес Перес 